# Whakatāne

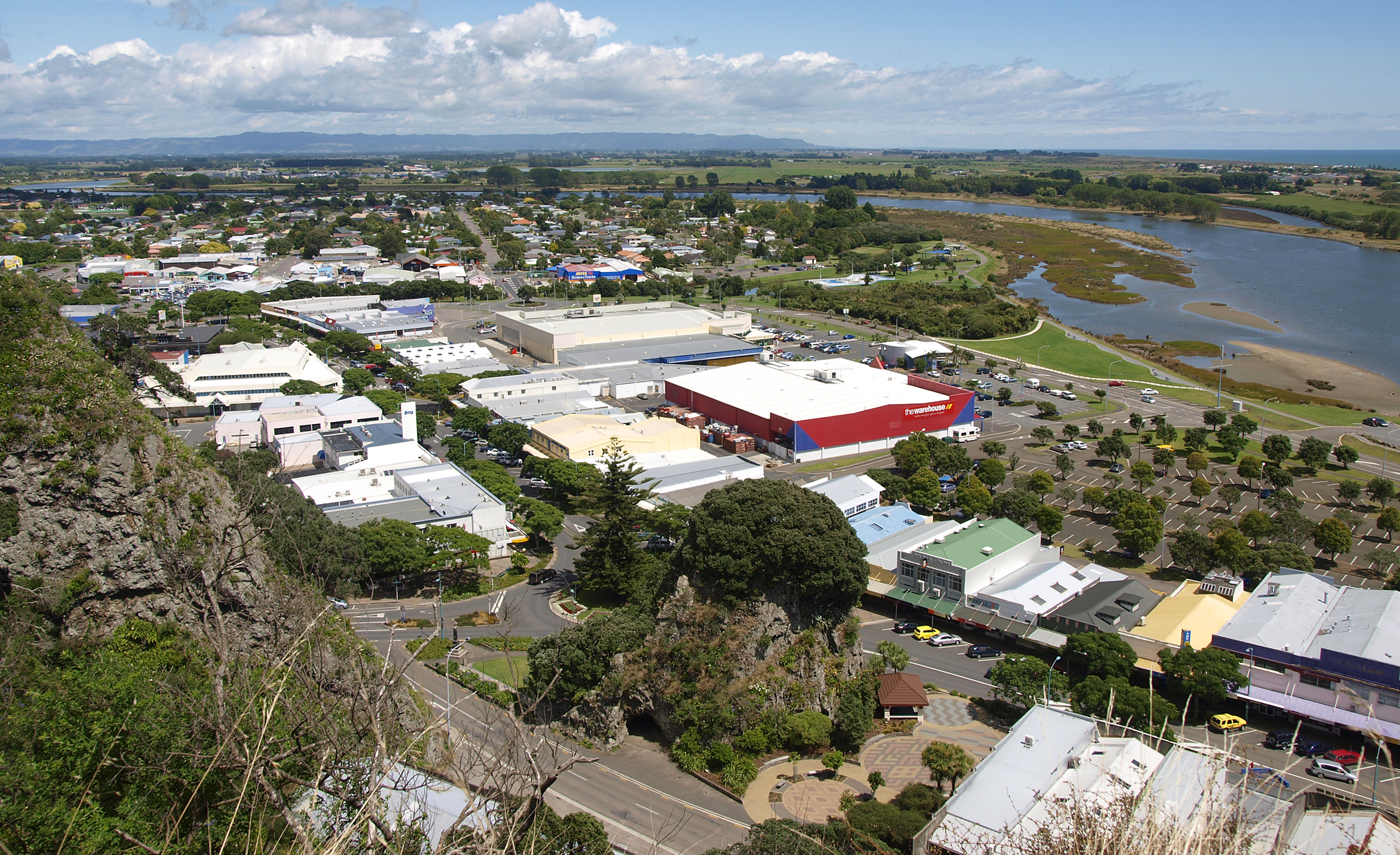
Whakatāne mit dem Whakatāne River und der Rangitaiki Plain

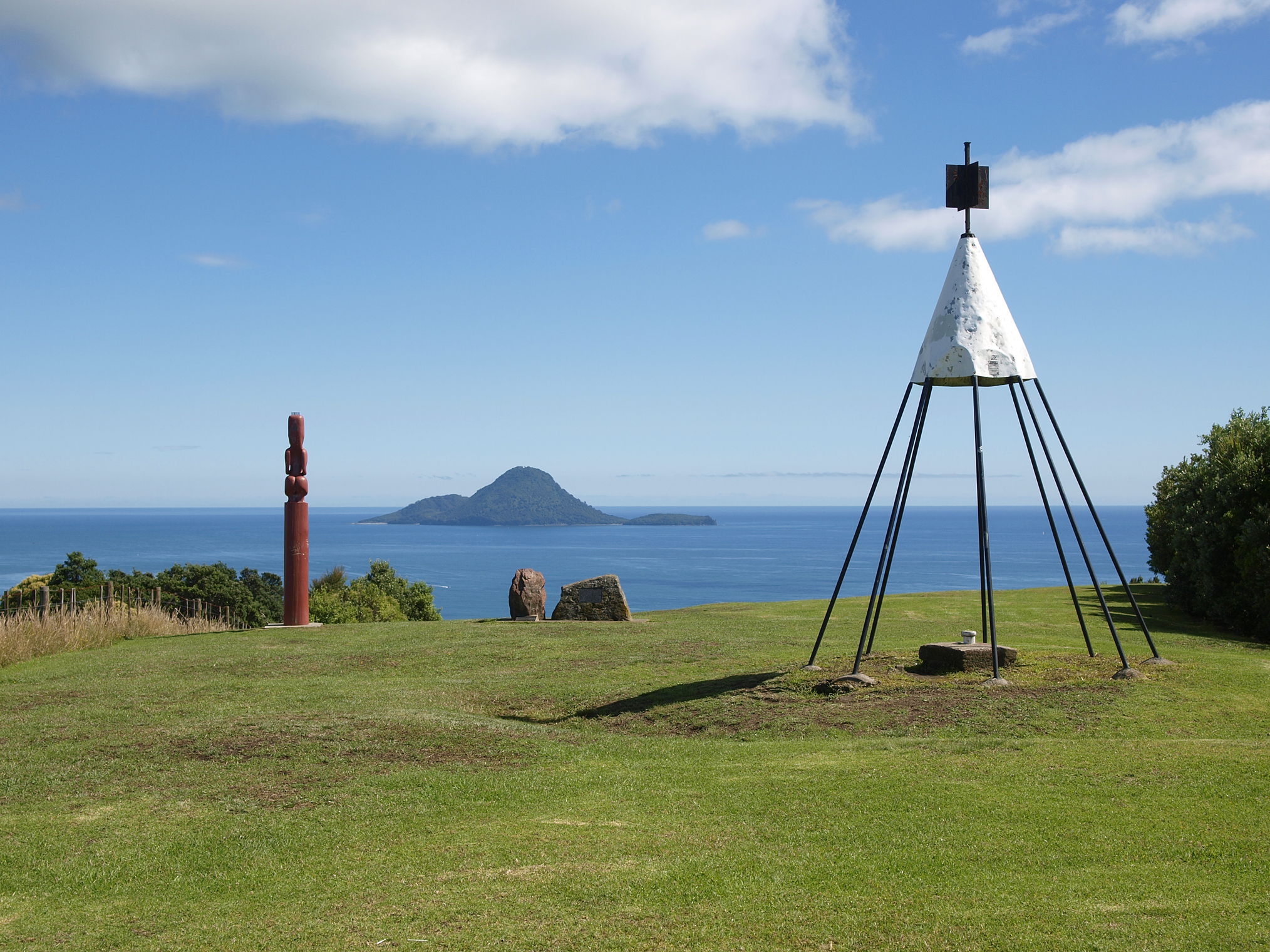
Toi’s Pa – Plateau oberhalb des Stadtzentrums von Whakatāne

Whakatāne (in Māori [ɸakaˈtaːne] gesprochen) ist eine Stadt im Whakatāne District der Bay of Plenty auf der Nordinsel von Neuseeland. Die Stadt ist Sitz des Whakatāne District Council.

## Geographie
Die Stadt befindet sich rund 78 km südostöstliche von Tauranga und rund 27 km westnordwestlich von Opotiki direkt an der Mündung des Whakatāne River in den Pazifischen Ozean. Das Stadtzentrum liegt unterhalb des Ausläufers der Raungaehe Range, die an der Küste in dem in die See hineinreichenden Kohi Point enden. Die Felsen, die die sichtbare Verwerfung der Whakatane Fault darstellen, unterbrechen an dieser Stelle den fast 100 km langen Sandstrand der Bay of Plenty.

## Geschichte

### Siedlungsgeschichte
Die Bay of Plenty gilt als eines der ersten Siedlungsgebiete der Māori in Neuseeland und die Legenden erzählen, dass das Mündungsgebiet des Whakatane Rivers eines der ersten Landungsgebiete war. 1340–1375 n. Chr. sollen hier Polynesier des Stammes der Matatua in der großen Flotte von Hawaiki kommend gelandet sein und gesiedelt haben. Von den Zeugnissen der zahlreichen Pā's (Dörfer) ist Toi's Pā, oben auf dem Plateau des Kohi Point Scenic Reserve eines der Bekanntesten. Das Land, 1866 von der britischen Armee konfisziert, wurde entsprechend einem Parlamentsbeschluss vom 24. März 2005 dem Iwi Ngāti Awa am 22. April 2005 wieder zurückgegeben.
Die ersten Europäer, die in Whakatāne ihren Fuß an Land setzten, waren Missionare, die 1828 mit dem Schoner Herald nach Whakatāne kamen. 1831 folgte eine Firma aus Sydney, die ein Geschäft für den Handel mit Flachs eröffnete, das erste Geschäft überhaupt. Zehn Jahre später war es der Siedler Thomas Anderson, der als Erster Land von den Ngāti Awa kaufte und in Whakatāne sesshaft wurde. Als 1865 der Missionar Volkner von Māori getötet wurde und dies kurze Zeit später dem Kommissar James Fultoon, der mit der Aufklärung des Mordes beauftragt worden war, ebenfalls widerfuhr, wurde das Land der Māori konfisziert und britische Redcoats nach Whakatāne entsandt. Die Siedlung der Armee wurde 1869 von dem Māori-Anführer Te Kooti niedergebrannt und der Militärposten von der britischen Armee auf der anderen Seite des Flusses wieder aufgebaut. Infolge der Spannungen verließen viele Händler den Ort. Whakatāne bestand 1874 neben dem Dorf der Māori lediglich noch aus zwei Geschäften, einer Flachsmühle, einer Militärstation und einer Schule und zählte 1878 lediglich 29 Europäer.
Im Jahre 1914 wurde Whakatāne zur Stadt erklärt und bekam am 25. August 1917 seinen ersten Stadtrat. 1921 hatte der Ort gerade mal 428 Einwohner. 1922 wurde das erste Stromnetz der Stadt in Betrieb genommen und 1925 der Hafen durch Sprengungen erweitert. Der große Aufschwung kam aber, als die Regierung die Feuchtgebiete der Rangitaiki Plain zur Bewirtschaftung freigab. Sprunghaft stieg die Bevölkerung an und Whakatāne zählte 1941 bereits 1960 Einwohner. 1958 hatte sich die Bevölkerung schon fast verdreifacht. 1976 verlor die Stadt ihre Eigenständigkeit und wurde in die Verwaltungsstruktur des Whakatāne District Council eingegliedert.

### Edgecumbe-Erdbeben
Erdbeben sind für die Stadt Whakatāne und deren Umland nichts Besonderes, liegt doch die Stadt mit der Whakatane Fault im nördlichen Ausläufer der Taupō Volcanic Zone, einer der geologisch aktivsten Regionen Neuseelands. Das Edgecumbe-Erdbeben vom 2. März 1987 verursachte trotz seiner (relativ geringen) mittleren Stärke von 6,3 erhebliche Schäden in der Region, so auch in Whakatāne. Besonders betroffen waren allerdings die Orte Edgecumbe, Te Teko, Kawerau, Matata und Thornton. Glück im Unglück: Ein Vorbeben der Stärke 5,2 wenige Minuten vor dem Hauptbeben schickte die Bewohner auf die Straße, wodurch keine Person zu Schaden kam.

## Bevölkerung
Zum Zensus des Jahres 2013 zählte der Ort 14.976 Einwohner, 1,7 % weniger als zur Volkszählung im Jahr 2006.

## Wirtschaft
Die Stadt Whakatāne ist trotz ihrer Randlage das Wirtschafts- und Dienstleistungszentrum des Distrikts. Zwei Einkaufszentren versorgen Stadt und Umland, welches auf Landwirtschaft und Milchwirtschaft ausgerichtet ist. Als Industrieunternehmen ist in der Stadt lediglich eine Papierfabrik anzutreffen. Durch den Zugang zum Ozean floriert das Geschäft des Hochseefischens. Noch 1970 war Whakatāne zwölftgrößter Fischereihafen Neuseelands. In den 1990er Jahren brach der kommerzielle Fischfang dann zusammen. Mit einer Flotte von sechs Schiffen werden derzeit lediglich Thunfisch und Krabben gefangen.

## Tourismus
Die Region hat sich in den letzten Jahren stärker dem Tourismus geöffnet, der wirtschaftlich an Bedeutung gewinnt. Als Besonderheit werden Tagestouren per Schiff oder per Hubschrauber zum aktivsten Vulkan vor Neuseelands Küsten auf Whakaari / White Island angeboten. Rundflüge vom nahegelegenen Flughafen Whakatane sind auch möglich.
Als Attraktion für Tauchtouristen wurde im Oktober 2008 der Trawler Seafire vor Moutohora Island versenkt. Er soll als künstliches Riff Lebensräume für die im Meer vorkommende Flora und Fauna bieten.

## Infrastruktur

### Straßenverkehr
Der New Zealand State Highway 2 führt rund 7 km südliche der Stadt in Ost-West-Richtung vorbei. Anschluss an diesen Highway bekommt Whakatāne über einige nach Süden führende Landstraßen und über den New Zealand State Highway 30, der rund 9 km südwestlich Anschluss an den State Highway 2 bekommt. Bis nach Tauranga im Westen sind 94 Straßenkilometer zu fahren und nach Opotiki im Osten 55 km.

### Schienenverkehr
Von der nach Kawerau führende Eisenbahnstrecke des East Coast Main Trunk Railway zweigt westlich von Edgecumbe eine Strecke bis nach Taneatua ab, wird aber seit geraumer Zeit nicht mehr genutzt.

### Flugverkehr
Rund 7 km westnordwestlich von der Stadt befindet sich der kleine Regionalflughafen der Stadt. Von der 1280 m langen Asphaltpiste starten und landen Maschinen der Fluggesellschaften Air Chathams und Sunair. Sie bedienen die Ziele Auckland, Gisborne und Hamilton.

### Medien
Einzige Tageszeitung der Stadt ist der Whakatane Beacon.

## Ereignisse
In der Nacht zum 4. Februar 2016 wurde in der Stadt ein Anschlag mittels Molotowcocktails auf das Büro der Ministerin für Social Development, Anne Tolley verübt und richtete sich vermutlich gegen das Trans-Pacific Partnership Agreement (TPPA), das zur Unterzeichnung ins Neuseeland anstand. Es entstand lediglich Sachschaden.

## Söhne und Töchter der Stadt
- Maurice Gee (1931–2025), Schriftsteller
- Margaret Mahy (1936–2012), Schriftstellerin
- William Gugi Waaka (1937/38–2014), Māori-Gitarrist und -Sänger
- Mike Moore (1949–2020), Politiker (New Zealand Labour Party) und 34. Premierminister Neuseelands
- Paul Steel (* 1970), Squashspieler
- Benji Marshall (* 1985), Rugby-League-Spieler
- Sarah Walker (* 1988), BMX-Fahrerin, dreifache Weltmeisterin und Silbermedaillengewinnerin bei den Olympischen Spielen von London 2012
- Morgan Seymour (* 1992), Beachvolleyball- und Volleyballspieler